# Утуфуа
Утуфуа (фр. Utufua, волл. Utufua) — село на Волліс і Футуна, в окрузі Муа, на півдні острова Увеа (Волліс). У 2018 році тут проживало 602 жителі.